# Thierry Clermont
Thierry Clermont, né en 1966, est un journaliste, critique musical et écrivain français.

## Biographie
Thierry Clermont est journaliste au Figaro littéraire depuis 2005. Il a été membre de la commission « Poésie » du Centre national du livre. Il est secrétaire général du prix Casanova et juré du prix Méditerranée. Il a été lauréat du prix Hennessy du journalisme littéraire en 2018. Il a intégré le jury du prix Alexandre Vialatte en 2025. 
L'écrivain Lucien d'Azay l'a qualifié de " dandy des Lettres à l’âme intuitive", dans sa recension de Vilna Tango, parue en 2024 dans la Revue des Deux Mondes.
Thierry Clermont est membre de la commission "Littérature classique et critique littéraire" du CNL.
En 2022, il a révélé dans Le Figaro la découverte de dizaines de poèmes inédits de Robert Desnos, écrits au milieu des années 1930 (Le Figaro du 28 janvier 2022). Ces mêmes inédits (plus de 80 poèmes) ont été publiés en 2023, sous le titre Poèmes de minuit (éditions Seghers), recueil qu'il a co-édité et préfacé.
Il a été critique musical aux Inrockuptibles entre 1996 et 1998, et au mensuel de musique classique Répertoire de 1996 à 2000.
Thierry Clermont a signé plusieurs préfaces d'ouvrages : Lettres du Palazzo Barbaro de Henry James (éditions Bartillat), Pensées de Joseph Joubert (éditions Rivages), Lettres d'amour d'Alexandre Dumas (notes, choix et préface, éditions Rivages, 2019), Le Consul honoraire de Graham Greene ("Pavillons", Robert Laffont, 2021), Mort aux femmes nues de Gypsy Rose Lee ("Le Masque"/JC Lattès, 2021), Poèmes dispersés de Jack Kerouac (Seghers, 2022), Poèmes de minuit de Robert Desnos (Seghers, 2023).
En 2015, son récit vénitien San Michele a reçu le prix Méditerranée essai.
Son roman cubain Barroco bordello a été finaliste du prix Femina en 2020.
À propos de Barroco bordello, Christine Jordis écrivait dans Le Figaro littéraire du 11 juin 2020 : "On l’aura compris, ce qui constitue l’essentiel de ce livre, plus encore que les épisodes racontés, c’est la présence de la ville elle-même, La Havane, dans sa sensualité, telle qu’elle nous est restituée par le regard et le style d’un poète. Car il s’agit bien d’une évocation poétique, plus dense en références, plus allusive et riche que ne pourrait l’être une narration linéaire."
À propos de Long Island, Baby, Élise Lépine a écrit dans Le Point (10 novembre 2022) : "À cette trajectoire d’homme en quête d’apaisement, Clermont ajoute, comme un jazzman, à sa partition des digressions bluesy sur des destins liés à celui de cette Amérique sauvage et artiste (...) Long Island, Baby mêle dans une valse douce l’émoi, l’érudition et le poème".
En 2023, "Long Island, Baby" a été finaliste du prix Nicolas-Bouvier (Festival Étonnants voyageurs).
Après ses pérégrinations à Venise, en Irlande, à New York, à Cuba, Thierry Clermont a parcouru les pays Baltes, et en particulier la Lituanie, qui lui a inspiré un nouveau récit de voyage, Vilna Tango, qui nous fait découvrir ce petit pays mal connu, à l’Histoire riche et mouvementée, à l’heure où la menace de la Russie se précise depuis l’invasion de l’Ukraine.
Plusieurs de ses poèmes figurent dans l'anthologie du Printemps des poètes, Là où dansent les éphémères, publiée au Castor Astral en 2022, ainsi que dans Le Nom du son, florilège consacré au jazz et la poésie (Le Castor Astral, 2024).

## Œuvres
- Brooklyn : Sketches, Maelström/City Lights, 2005  (ISBN 2-930355-41-7)
- Le Goût de la Bretagne, textes choisis et présentés par Thierry Clermont, Mercure de France, 2010  (ISBN 978-2-7152-2831-3)
- Jubilate ! poèmes pour soprano, avec 13 interventions de José de Guimarães (pt), éd. de la Différence, 2010  (ISBN 978-2-7291-1884-6)
- Le Goût du Canada, textes choisis et présentés par Thierry Clermont, Mercure de France, 2012  (ISBN 978-2-7152-3195-5)
- Prises d'élan, Obsidiane, 2011  (ISBN 9782916447315)
- Le Rire des belettes suivi de La nuit défend le jour, préface de René de Obaldia, Naïve, 2012  (ISBN 978-2-35021-278-4)
- San Michele, Le Seuil, 2014  (ISBN 978-2-02-107576-2). Prix Méditerranée Essai 2015. Collection "Points", 2021.
- Gloria Mundi. Entretiens avec Barthélémy Toguo  (ISBN 978-2283026977). Buchet-Chastel, 2016.
- Barroco bordello, Le Seuil, 2020  (ISBN 978-2021245851). Finaliste du prix Femina. Collection "Points", édition révisée, avec photos prises par l'auteur, 2023.
- La Balade de Galway, Arléa, 2021  (ISBN 978-2-36308-247-3).
- Long Island, Baby, Stock, 2022  (ISBN 978-2-234092464). Finaliste du prix Nicolas-Bouvier en 2023.
- J'ose m'exprimer ainsi, préface de Chantal Thomas, Rivages poche, 2024  (ISBN 9782743662479).
- Vilna Tango, Stock, 2024  (ISBN 978-2-234-09690-5).